# Narodowy rachunek zdrowia
Narodowy Rachunek Zdrowia – system prezentacji danych na temat ekonomicznej strony systemu ochrony zdrowia. Jest to stosunkowo nowe narzędzie porównywania wydatków na ochronę zdrowia, które ujmuje je w sposób wszechstronny, zapewniający porównywalność w skali międzynarodowej.
Prace nad wdrożeniem metodologii rachunków zdrowia w Polsce zostały podjęte przez zespół ekspertów pod kierownictwem Ministerstwa Zdrowia w 2001 roku, a od 2004 są prowadzone w Głównym Urzędzie Statystycznym w ścisłej współpracy z instytucjami, które gromadzą dane o wydatkach na ochronę zdrowia:, tj. Ministerstwem Zdrowia, Narodowym Funduszem Zdrowia, Zakładem Ubezpieczeń Społecznych, Kasą Rolniczego Ubezpieczenia Społecznego, Ministerstwem Spraw Wewnętrznych i Administracji, Ministerstwem Obrony Narodowej, Ministerstwem Sprawiedliwości, Ministerstwem Pracy i Polityki Społecznej oraz Ministerstwem Finansów.
Metodologia rachunków zdrowia została opracowana przez Organizację Ekonomicznej Współpracy i Rozwoju (OECD) w 2000 roku i opublikowana w podręczniku A System of Health Accounts. Podstawą rachunku jest trójwymiarowa, międzynarodowa klasyfikacja wydatków (International Classification for Health Accounts – ICHA), która umożliwia równoczesne ich zestawienie według:
- płatników/źródeł finansowania,
- dostawców usług i dóbr medycznych,
- funkcji tychże usług i dóbr.

Klasyfikacja ta służy ujednoliceniu i zharmonizowaniu obszaru opieki zdrowotnej, tzn. ustaleniu porównywalnych granic opieki zdrowotnej i jej opisaniu przy zastosowaniu jednolitej terminologii. Obszar opieki zdrowotnej z punktu widzenia klasyfikacji funkcjonalnej obejmuje:
- grupę usług i dóbr indywidualnej opieki zdrowotnej, tj. usługi lecznicze, usługi rehabilitacyjne, długotrwałą opiekę pielęgnacyjną, usługi pomocnicze, leki inne produkty medyczne,
- grupę usług i dóbr konsumowanych zbiorowo, tj.: działania związane z profilaktyką i zdrowiem publicznym, zadania o charakterze administracyjnym i z zakresu zarządzania.

Odrębną grupę stanowią usługi wynikające z funkcji powiązanych z ochroną zdrowia, takie jak np. inwestycje, kształcenie i szkolenie personelu medycznego czy badania i rozwój w zakresie zdrowia, kontrola żywności, higieny i wody pitnej oraz usługi administracyjne, odnoszące się do dostarczania świadczeń powiązanych z ochroną zdrowia w ramach systemu zabezpieczenia społecznego, udzielanych osobom niepełnosprawnym czy innym wymagającym opieki.
Wydatki ogółem na opiekę zdrowotną zdefiniowane są jako suma wydatków bieżących i wydatków inwestycyjnych będących częścią wydatków powiązanych z ochroną zdrowia. Efektem rachunku jest zbiór wzajemnie powiązanych tablic wydatków na ochronę zdrowia, które dostarczają informacji o tym:
- za co płacimy (funkcje dóbr i usług),
- do kogo trafiają środki finansowe (dostawcy usług i dóbr opieki zdrowotnej).